# Tonino Accolla
Tonino Accolla (Napoli, 16 de agosto de 1948 - Roma, 14 de julio de 2013) fue un actor italiano. Fue notable en el arte del doblaje, sobre todo en los roles de Eddie Murphy, así como en el de la voz de Homer Simpson, de la serie animada Los Simpson.
Otros actores que dobló: Kenneth Branagh, Tom Hanks, Mickey Rourke, Ralph Fiennes, Jim Carrey, Ben Stiller y Gary Oldman (Léon y El quinto elemento), así como la voz de Timón en la película de animación El rey león. Es tío de la actriz de voz Natalia Accolla.

## Actuación de voz

### Papeles de doblaje
- 48 Hrs. (Reggie Hammond: doblando a Eddie Murphy)
- 9½ Weeks (John Gray: doblando a Mickey Rourke)
- Ace Ventura: Pet Detective (Ace Ventura: doblando a Jim Carrey)
- Ace Ventura: When Nature Calls (Ace Ventura: doblando a (Jim Carrey)
- The Adventures of Pluto Nash (Pluto Nash: doblando a Eddie Murphy)
- Angel Heart (Harry Angel: doblando a Mickey Rourke)
- Another 48 Hrs. (Reggie Hammond: doblando a Eddie Murphy)
- Beverly Hills Cop (Detective Axel Foley: doblando a Eddie Murphy)
- Beverly Hills Cop II (Detective Axel Foley: doblando a Eddie Murphy)
- Beverly Hills Cop III (Detective Axel Foley: doblando a Eddie Murphy)
- Boomerang (Marcus Graham: doblando a Eddie Murphy)
- Bowfinger (Kit Ramsey, Jeffernson "Jiff" Ramsey: doblando a Eddie Murphy)
- Bruce Almighty (Bruce Nolan: doblando a Jim Carrey)
- City Slickers (Mitch Robbins: doblando a Billy Crystal)
- Clue (Wadsworth the Butler: doblando a Tim Curry)
- Cocoon (Jack Bonner: doblando a Steve Guttenberg)
- Coming to America (Prince Akeem Joffer, Clarence, Randy Watson, Saul: doblando a Eddie Murphy)
- Daddy Day Care (Charlie Hinton: doblando a Eddie Murphy)
- Dead Again (Mike Church: doblando a Kenneth Branagh)
- Desperate Hours (Michael Bosworth: doblando a Mickey Rourke)
- The Distinguished Gentleman (Thomas Jefferson Johnson: doblando a Eddie Murphy)
- Dr. Dolittle (Doctor John Dolittle: doblando a Eddie Murphy)
- Dr. Dolittle 2 (Doctor John Dolittle: doblando a Eddie Murphy)
- Dodgeball: A True Underdog Story (White Goodman: doblando a Ben Stiller)
- Dragnet (Detective Pep Streebeck: doblando a Tom Hanks)
- Dreamgirls (James "Thunder" Early: doblando a Eddie Murphy)
- El quinto elemento (Jean-Baptiste Emanuel Zorg: doblando a Gary Oldman)
- Get Carter (Cyrus Paice: doblando a Mickey Rourke)
- Ghosts of the Abyss (doblando a Bill Paxton)
- The Golden Child (Chandler Jarrell: doblando a Eddie Murphy)
- Harlem Nights (Quick: doblando a Eddie Murphy)
- The Haunted Mansion (Jim Evers: doblando a Eddie Murphy)
- Henry V (Henry V: doblando a Kenneth Branagh)
- Holy Man (G: doblando a Eddie Murphy)
- I Spy (Kelly Robinson: doblando a Eddie Murphy)
- Joe Versus the Volcano (Joe Banks: doblando a Tom Hanks)
- Kiss of Death (Little Junior Brown: doblando a Nicolas Cage)
- Léon (Norman Stansfield: doblando a Gary Oldman)
- Life (Rayford Gibson: doblando a Eddie Murphy)
- Loaded Weapon 1 (Mister Jigsaw: doblando a Tim Curry)
- Major League (Willie Mays Hayes: doblando a Wesley Snipes)
- Me, Myself & Irene (Charlie Baileygates, Hank Evans: doblando a Jim Carrey)
- Metro (Inspector Scott Roper: doblando a Eddie Murphy)
- The Money Pit (Walter Fielding Junior: doblando a Tom Hanks)
- Mr. Saturday Night (Buddy Young Junior: doblando a Billy Crystal)
- Mucho ruido y pocas nueces (Benedick: doblando a Kenneth Branagh)
- The Naked Gun: From the Files of Police Squad! (Detective Nordberg: doblando a O. J. Simpson)
- The Naked Gun 2½: The Smell of Fear (Detective Nordberg: doblando a O. J. Simpson)
- Naked Gun 33⅓: The Final Insult (Detective Nordberg: doblando a O. J. Simpson)
- Norbit (Norbit, Rasputia Latimore, Mister Wong: doblando a Eddie Murphy)
- El profesor chiflado (Professor Sherman Klump, Buddy Love, Lance Perkins, Papa Cletus Klump, Mama Anna Pearl Jensen Klump, Granny Ida Mae Jensen, Ernie Klump Senior: doblando a Eddie Murphy)
- El profesor chiflado II: La familia Klump (Professor Sherman Klump, Buddy Love, Lance Perkins, Papa Cletus Klump, Mama Anna Pearl Jensen Klump, Granny Ida Mae Jensen, Ernie Klump Senior: doblando a Eddie Murphy)
- Los amigos de Peter (Andrew Benson: doblando a Kenneth Branagh)
- El planeta de los simios (General Thade: doblando a Tim Roth)
- Showtime (Officer Trey Sellars: doblando a Eddie Murphy)
- Spider (Dennis Cleg: doblando a Ralph Fiennes)
- Splash (Allen Bauer: doblando a Tom Hanks)
- Días extraños (Lenny Nero: doblando a Ralph Fiennes)
- Las Tortugas Ninja II (Leonardo: doblando a Brian Tochi)
- Las tortugas ninja III (Leonardo: doblando a Brian Tochi)
- That Thing You Do! (Mister White: doblando a Tom Hanks)
- The Machinist (Trevor Reznik: doblando a Christian Bale)
- There's Something About Mary (Ted Stroehmann: doblando a Ben Stiller)
- Tres hombres y un bebé (Michael Kellam: doblando a Steve Guttenberg)
- Titanic (Brock Lovett: doblando a Bill Paxton)
- Trading Places (Billy Ray Valentine: doblando a Eddie Murphy)
- Atrapados en el paraíso (Bill Firpo: doblando a Nicolas Cage)
- True Lies (Simon: doblando a Bill Paxton)
- Turner & Hooch (Detective Scott Turner: doblando a Tom Hanks)
- Vampire in Brooklyn (Maximillian: doblando a Eddie Murphy)
- When Harry Met Sally... (Harry Burns: doblando a Billy Crystal)
- White Men Can't Jump (Sidney Deane: doblando a Wesley Snipes)
- Wild Orchid (James Wheeler: doblando a Mickey Rourke)
- Risky Business (Joel Goodson: doblando a Tom Cruise)
- Power (Arnold Billings: doblando a Denzel Washington)

### Papeles en películas animadas
- El rey león (Timon)
- El rey león 3: Hakuna Matata (Timon)
- Monsters, Inc. (Mike Wazowski)
- Mulan 2 (Mushu)
- Los Simpson: la película (Homer Simpson, Fat Tony)

### Series de televisión animadas
- The Castle of Cagliostro (Goemon Ishikawa XIII, 1^ dub.)
- Disney's House of Mouse (Mushu)
- The Simpsons (Homer Simpson - Young Abe)